# پانکوبا
پانکوبا (انگلیسی: Panqueba) یک منطقهٔ مسکونی در کلمبیا است.